# God Is a Woman
God Is a Woman è un singolo della cantante statunitense Ariana Grande, pubblicato il 13 luglio 2018 come secondo estratto dal quarto album in studio Sweetener.
God Is a Woman, candidata per il Grammy Award alla miglior interpretazione pop solista, è diventata la decima top ten della cantante nella Billboard Hot 100, dove ha raggiunto l'8ª posizione, e la sua quarta numero uno nella classifica radiofonica statunitense.

## Descrizione
God Is a Woman è stato scritto e composto dalla stessa artista in collaborazione con Max Martin, Rickard Göransson, Savan Kotecha e Ilya Salmanzadeh, quest'ultimo anche produttore. Da Rolling Stone e Ondarock, God Is a Woman è stato descritto come un brano trap/R&B, mentre su Forbes come un ibrido pop rap con influenze reggae. La cantante rappa in vari punti della canzone. Nel testo, che tratta i temi della sessualità, della spiritualità e dell'emancipazione della donna, Ariana Grande «abbraccia la sua femminilità».

## Pubblicazione
God Is a Woman è stato nominato per la prima volta in una scena del video musicale per il singolo No Tears Left to Cry, che mostrava quella che sembra essere una lista di brani per il successivo album. La cantante ha confermato il titolo della canzone al Tonight Show il 1º maggio 2018.
Il 27 giugno 2018 Ariana Grande ha annunciato che God Is a Woman sarebbe stato il secondo singolo ufficiale estratto da Sweetener, definendo The Light Is Coming, il brano uscito una settimana prima in soli download e streaming, un singolo promozionale. La pubblicazione del singolo, inizialmente pianificata per il 20 luglio, è stata anticipata di una settimana all'ultimo minuto.

## Promozione

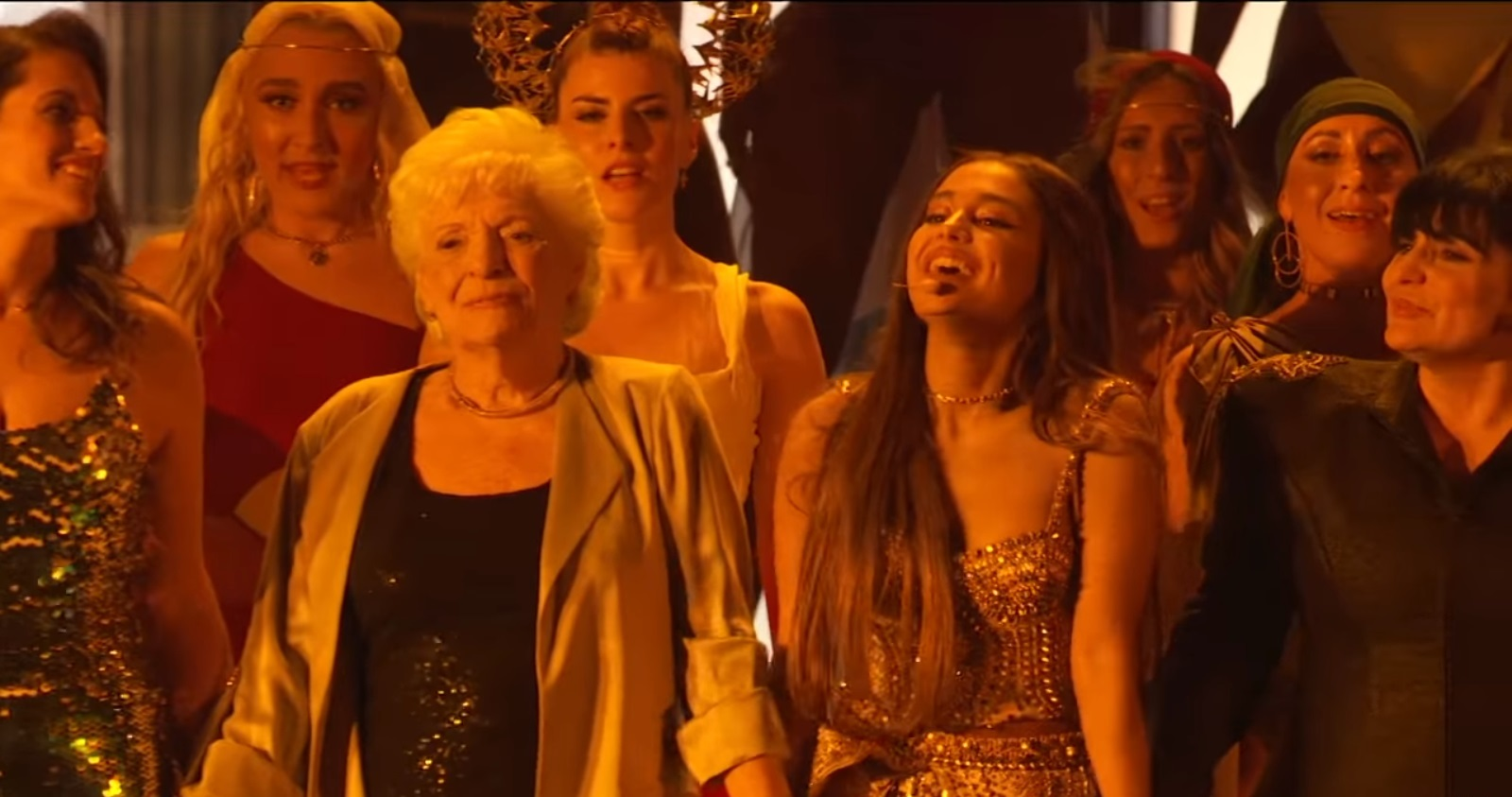
Ariana Grande mentre si esibisce sulle note di God Is a Woman agli MTV Video Music Awards 2018

Ariana Grande si è esibita con God Is a Woman per la prima volta il 20 agosto 2018 agli MTV Video Music Awards 2018 al Radio City Music Hall di New York. L'esibizione era incentrata sull'Ultima Cena e la cantante era accompagnata sul palco da oltre cinquanta ballerine. Alla cantante si sono unite sua madre Joan, la nonna Marjorie e la cugina Lani verso la fine dello spettacolo e dopo la fine del brano, le quattro si sono inchinate insieme prima di uscire di scena. Si è esibita anche con una versione acustica della canzone la stessa settimana a Good Morning America.
God Is a Woman è stato incluso nella scaletta di Sweetener Sessions, un tour promozionale a sostegno del suo album omonimo. La canzone è inclusa anche come apri set del suo Sweetener World Tour (2019) con un'esibizione simile a quella dei VMA.

## Accoglienza
Bryan Rolli di Forbes ha definito il brano «uno splendido spettacolo di virtuosismo e autolimitazione», nonché «uno dei migliori brani pop di questa estate – se non addirittura dell'anno». Egli ha elogiato anche la performance canora di Ariana Grande, la quale «intona il suo caratteristico falsetto per tutto il passionale ritornello e domina con le redini le sue acrobazie vocali nelle strofe. La cantante impiega registri differenti al suo volere, cantando languide, sensuali adulazioni [...] ed improvvisando un flusso di terzine dei Migos prima di ciascun ritornello. Il brano è pieno di gelide, ipnotiche influenze trap, raffinati drop e gracidii elettronici».

## Video musicale
Un lyric video è stato pubblicato sul canale YouTube della cantante in concomitanza con la diffusione del brano. Nel video compare il testo di God Is a Woman con immagini di nuvole e galassie sullo sfondo, terminando con una ripresa della cantante.
Il video ufficiale, diretto da Dave Meyers, è stato diffuso poche ore dopo. Nel video è presente un cameo vocale di Madonna che recita un monologo "biblico" di fantasia, precisamente il passaggio Ezechiele 25:17, in omaggio al film Pulp Fiction del 1994. Il video rende omaggio alla Creazione di Adamo, a Romolo e Remo, all'astronomia e altre immagini visive simili a quella di No Tears Left to Cry, diretto anch'esso da Meyers, così come la mitologia greca.

## Tracce
Testi e musiche di Ariana Grande, Ilya Salmanzadeh, Savan Kotecha, Max Martin e Rickard Göransson.
1. God Is a Woman – 3:17

## Formazione
Musicisti
- Ariana Grande – voce
- ILYA – cori, batteria, chitarra, tastiera, programmazione
- Rickard Göransson – chitarra, autore

Produzione
- Ilya Salmanzadeh – produzione
- Randy Merrill – mastering
- Max Martin – cantautore
- John Hanes – assistenza al missaggio
- Sam Holland – engineering
- Jeremy Lertola – assistente ingegnere di registrazione
- Cory Bice – assistente ingegnere di registrazione
- Șerban Ghenea – missaggio

## Successo commerciale

### America del Nord
Il singolo ha debuttato all'11ª posizione nella classifica statunitense con 43 000 copie digitali e 25,1 milioni di stream. A seguito della pubblicazione di Sweetener e la performance di Grande agli MTV Video Music Awards, God Is a Woman ha raggiunto l'8ª posizione della classifica, diventando la decima top ten dell'interprete e rendendola la settima artista femminile con più brani ad aver raggiunto le prime dieci posizioni in questo decennio e la dodicesima in totale in tale classifica. Il brano ha in seguito raggiunto la sesta posizione nella Radio Songs, regalando alla cantante la sua nona top ten e il titolo di artista femminile ad averne accumulate di più, superando Taylor Swift.
In Canada, il singolo ha debuttato alla 5ª posizione della Billboard Canadian Hot 100.

### Europa
Nel Regno Unito il singolo ha debuttato alla 4ª posizione nella Official Singles Chart diventando la sua settima top ten nel paese. Ha avuto un discreto successo nelle altre nazioni europee raggiungendo le prime venti posizioni in alcuni paesi tra cui Austria, Germania e Svizzera.

### Oceania
In Australia, la canzone ha debuttato alla 5ª posizione della ARIA Charts diventando il settimo singolo della cantante a raggiungere la top ten. Anche in Nuova Zelanda ha raggiunto la 5ª posizione in classifica.

## Classifiche

### Classifiche settimanali
| Classifica (2018) | Posizione massima |
| ----------------- | ----------------- |
| Argentina         | 62                |
| Australia         | 5                 |
| Austria           | 11                |
| Belgio (Fiandre)  | 48                |
| Belgio (Vallonia) | 55                |
| Canada            | 5                 |
| Croazia           | 40                |
| Danimarca         | 17                |
| Estonia           | 7                 |
| Finlandia         | 8                 |
| Francia           | 38                |
| Germania          | 20                |
| Grecia            | 2                 |
| Irlanda           | 4                 |
| Islanda           | 29                |
| Italia            | 27                |
| Lettonia          | 8                 |
| Libano            | 14                |
| Lituania          | 43                |
| Malaysia          | 4                 |
| Norvegia          | 13                |
| Nuova Zelanda     | 5                 |
| Paesi Bassi       | 19                |
| Portogallo        | 2                 |
| Regno Unito       | 4                 |
| Repubblica Ceca   | 8                 |
| Romania           | 92                |
| Singapore         | 4                 |
| Slovacchia        | 5                 |
| Spagna            | 35                |
| Stati Uniti       | 8                 |
| Spagna            | 35                |
| Svezia            | 12                |
| Svizzera          | 9                 |
| Ungheria          | 3                 |

### Classifiche di fine anno
| Classifica (2018) | Posizione |
| ----------------- | --------- |
| Australia         | 91        |
| Brasile           | 186       |
| Canada            | 66        |
| Regno Unito       | 76        |
| Stati Uniti       | 62        |
| Ungheria          | 56        |

## Date di pubblicazione
| Paese       | Data di pubblicazione | Formato                |
| ----------- | --------------------- | ---------------------- |
| Mondo       | 13 luglio 2018        | Download digitale      |
| Italia      | 13 luglio 2018        | Contemporary hit radio |
| Regno Unito | 13 luglio 2018        | Contemporary hit radio |
| Stati Uniti | 24 luglio 2018        | Contemporary hit radio |